# Guarujá (Porto Alegre)
Guarujá é um bairro da zona sul da cidade brasileira de Porto Alegre, capital do estado  do Rio Grande do Sul. Foi criado pela lei  2022 de 7 de dezembro de 1959.

## Histórico
O Guarujá nasceu com o lançamento do loteamento do "Balneário Guarujá" em 1938, pela empresa "Balneário Guarujá Ltda.". Além de prever uma área de parque para as margens do Guaíba, a subdivisão das terras colocou os lotes inseridos em meio a ruas sinuosas e avenidas duplas, tais como a Avenida Araranguá e a Guarujá, em cujo canteiro central corre o arroio homônimo. 

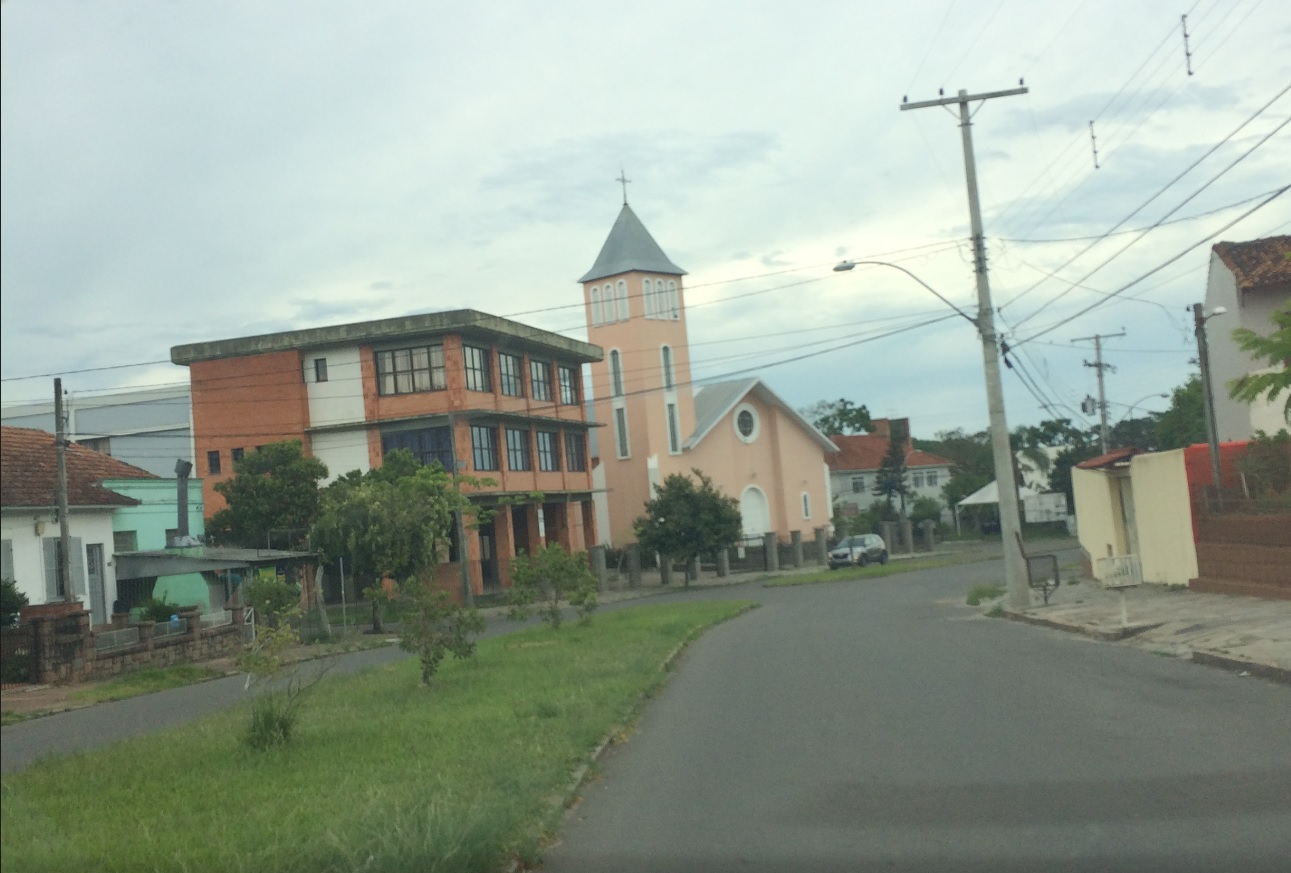
Avenida Guarujá. Ao fundo, a Igreja Santa Rita de Cássia.

A história do bairro está intimamente ligada à Igreja Santa Rita de Cássia, cuja construção, finalizada em 1952, foi muito incentivada em especial pelo capitão de reserva Herculano Azambuja, um dos primeiros moradores do Guarujá. Juntamente com a paróquia, veio a anual Festa de Santa Rita, que mobiliza a comunidade desde 1968, nos domingos que antecedem o dia 22 de maio. Desde 2004, tal festa consta no Calendário de Eventos Oficiais de Porto Alegre.
Em 2 de dezembro de 2001, inaugurou-se a Praça Zeno Simon, uma área verde de 30 mil m² à beira do Guaíba, que contém quadras esportivas, pistas para bicicletas e churrasqueiras cobertas. Ela foi nomeada em homenagem ao engenheiro e ambientalista Zeno Simon (falecido em 1996), que trabalhou para a Corsan e atuou na AGAPAN. Em 2014, a praça recebeu melhorias em seus equipamentos como parte de uma contrapartida de uma construtora.

## Arroio Guarujá
No bairro corre Arroio Guarujá, que forma uma das vinte e sete bacias hidrográficas de Porto Alegre. O arroio teve grande parte de sua extensão canalizada, inclusive sua foz na área da Praça Zeno Simon. Em abril de 2010, o DEP retirou cerca de 414 toneladas de material de suas águas, entre areia, entulho e vegetação.

## Características atuais

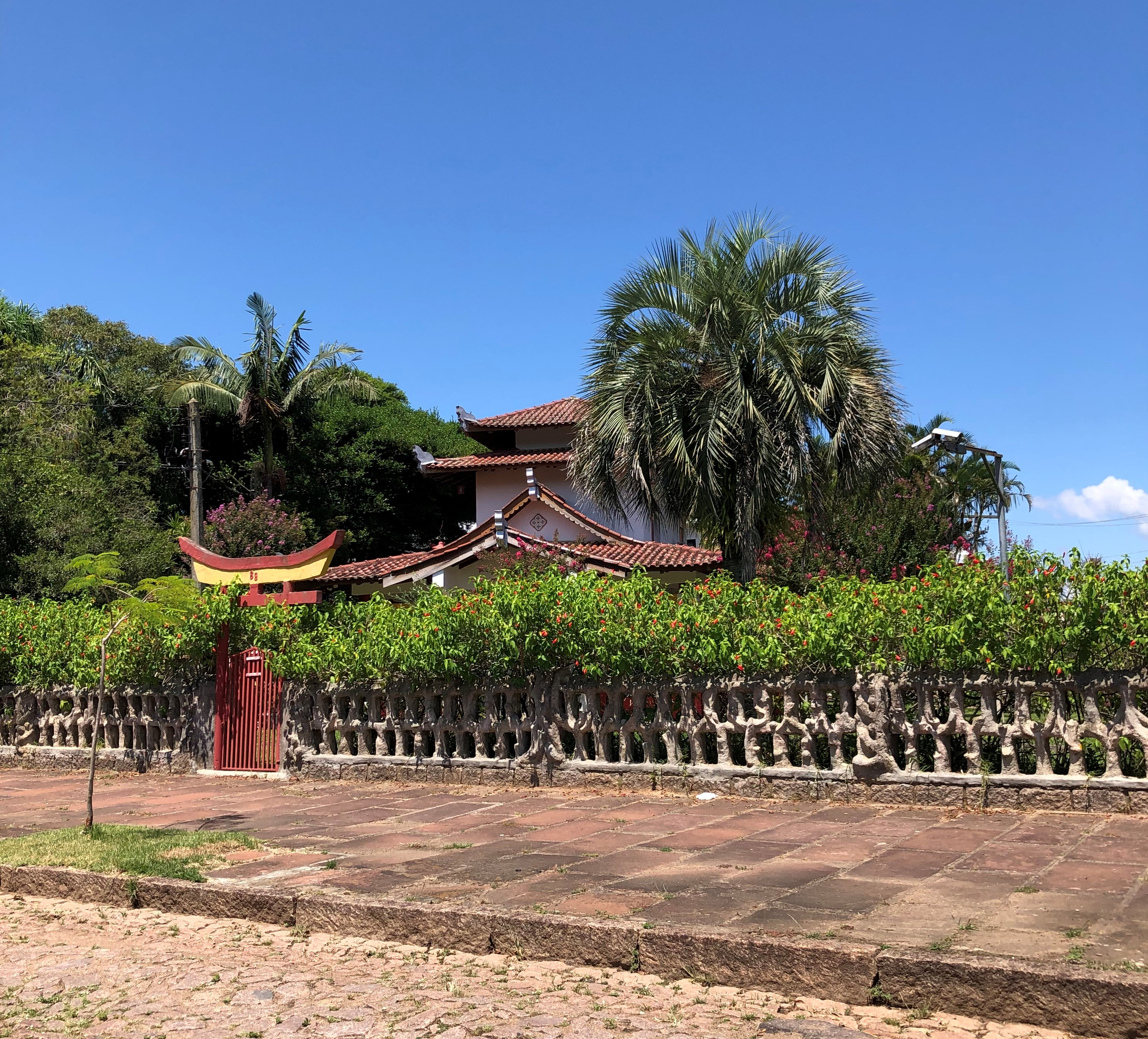
Casa de Antonio Amabile (1951).

Assim como muitos dos bairros da Zona Sul, o Guarujá, com a abertura de vias ligando o bairro ao Centro, passou progressivamente de local de veraneio para zona residencial. Além disso, as más condições de balneabilidade do Guaíba, devido a sua poluição, fizeram com que as alternativas de lazer da população se restringissem às áreas verdes do bairro, urbanizadas durante as obras para uma melhor drenagem.
A deficiência do comércio, outro problema do bairro, obriga seus moradores a recorrerem a serviços como o bancário em bairros vizinhos. Em 2003, construiu-se um posto de saúde no Guarujá.
Apesar de ter em seu princípio uma arquitetura baseada em chalés de madeira para veraneio, desde 1952 existe no bairro uma casa com formas chinesas, construída pelo radialista e compositor Antônio Francisco Amábile (1906-1953), o conhecido Piratini, fundador da Casa do Artista Rio Grandense.

## Pontos de referência
Áreas verdes
- Praça Prof.ª Ângela Locatelli
- Praça Jaci
- Praça Zeno Simon

Educação
- Escola Estadual Ensino Fundamental Professores Langendonck[8]

Outros
- CRAS - Centro de Referência de Assistência Social
- CTG Roda de Chimarrão;
- Paróquia Santuário Santa Rita de Cássia[9]
- Sede Campestre da FUSERGS (Fundação dos Servidores do SESI no Rio Grande do Sul)[10]

## Limites atuais
Avenida Guaíba, da Rua Murá até encontrar a embocadura da Estrada do Matadouro; seguindo por esta em direção oeste/leste até encontrar a Estrada da Serraria; desta, até encontrar a Rua Murá; desta, até encontrar a Avenida Guaíba, junto à margem do rio.

### Bibliográficas
- Arquivo Histórico de Porto Alegre Moysés Vellinho (AHMV)
- SANHUDO, Ary Veiga. Porto Alegre: Crônicas da minha cidade. Vol 2. Porto Alegre: Ed. Movimento/ Instituto Estadual do Livro, 1975.